# Croton cordatulus
Espèce
Statut de conservation UICN

 EN B1+2c : En danger
Le Croton cordatulus est une espèce d'arbuste endémique de la Nouvelle-Calédonie, faisant partie du genre Croton et de la famille des Euphorbiaceae. Décrite pour la première fois par le botaniste britannique Herbert Kenneth Airy Shaw en 1978, cet arbuste est localisé uniquement dans la partie nord-ouest de la Grande Terre, principalement entre les communes de Poya et Voh. C. cordatulus se distingue notamment par ses adaptations aux conditions particulières des sols ultramafiques, caractéristique de ces régions.

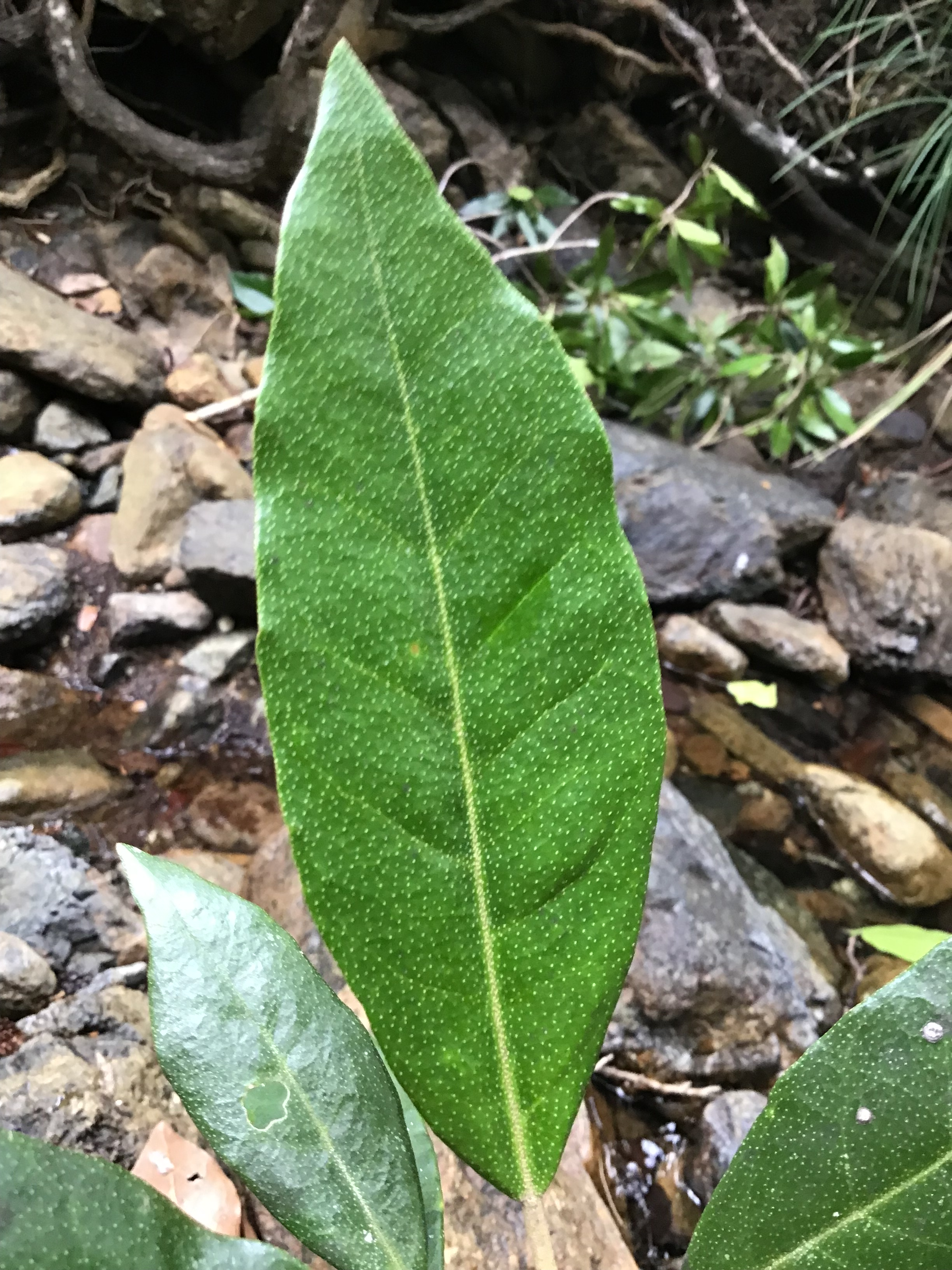
Limbe du spécimen MS01 lors de son prélèvement

Classée « En danger » (EN) sur la Liste rouge de l’UICN, cette espèce fait face à diverses menaces, notamment dues à l’exploitation minière, très présente dans le nord de la Grande Terre, ainsi que les feux de brousse qui mettent en péril sa survie à long terme. Cependant, malgré sa protection légale par les codes de l’environnement des provinces Nord et Sud de la Nouvelle-Calédonie, la conservation du C. cordatulus reste un défi majeur, illustrant les enjeux de préservation de la biodiversité unique de cet archipel du Pacifique Sud. L’étude du Croton cordatulus possède une importance particulière, non seulement la mise en place de mesure pour la conservation de la biodiversité locale, mais aussi pour la compréhension des mécanismes d’adaptation des plantes aux environnements extrêmes.

## Historique
Dans le cadre d’un projet de révision taxonomique des Euphorbiaceae en 2022, une étude a été menée afin d’identifier de potentielles nouvelles espèces au sein du complexe des Croton cordatulus. Il faut savoir qu’aujourd’hui, on découvre de nouvelles espèces végétales au sein des complexes d’espèces établis lors de leur découverte. Ces différentes espèces ou sous-espèces ont été associées alors qu’elles présentes bel et bien des différences significatives. Ainsi, les chercheurs en botanique décrivent en moyenne une espèce nouvelle par mois depuis l’an 2000,
En Nouvelle-Calédonie, seules 2 espèces de Croton étaient recensées jusqu’à très récemment : le Croton insularis décrit par Baillon en 1862. Il s’agit d’une espèces autochtone et très répandue dans les maquis ou les forêts sèches. Et le Croton cordatulus décrit par Airy Shaw en 1978. Or, plusieurs individus de Croton furent échantillonnés vers le centre-est de la Nouvelle-Calédonie, dans la localité de Cap Bocage, à Houaïlou en 2010. Ces individus présentaient une ressemblance avec les Croton cordatulus, cependant la différence de localité suscita des questionnements. Ainsi, grâce à la décourverte de plusieurs caractéristiques végétatives et reproductives différentes, il fut alors possible d’établir qu’il s’agissait effectivement d’une espèce nouvelle, très récemment décrite en 2023 : Croton barrabeae.

## Description botanique

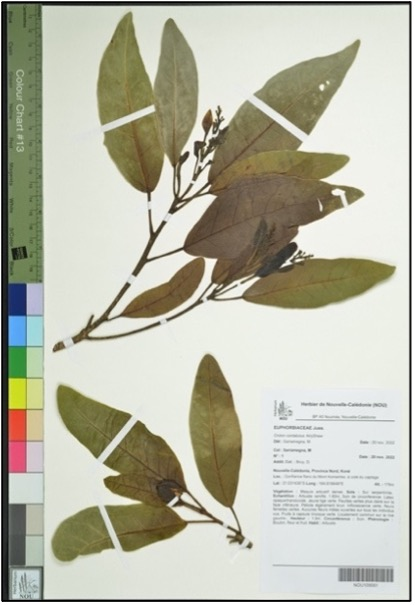
Planche herbier du spécimen MS01

Tous comme de nombreuses espèces du genre Croton, C. cordatulus est un arbuste d’environ 3 mètres.
Ses feuilles sont alternes, avec un limbe elliptique et entier. Il possède 1 à 2 glandes laminaires basales. Il s’agit de glandes nectarifères situées à la base du limbe ou au sommet du pétiole. Le limbe de leurs feuilles est pourvu de poils « peltés ». Le point d’insertion de ces derniers se trouve en leur centre, ce qui leur donne la forme typique d’une pelote ou encore d’une étoile. Ces poils, appelés trichomes, jouent un rôle dans la protection de la plante contre les herbivores et les conditions environnementales difficiles.
Leurs stipules sont pubescentes, très petites et parfois non visibles. Les inflorescences du Croton cordatulus sont monoïques. Ils présentent des fleurs mâles ayant 3 à 4 sépales, 3 à 5 pétales à bord laineux et environ 10 étamines ; ainsi que des fleurs femelles ayant 3 à 4 sépales, sans pétales, des stigmates bifides et un ovaire entièrement couvert de poils. Enfin, leur fruit est une capsule tricoque couverte de poils, possédant 1 graine par loge,,,.

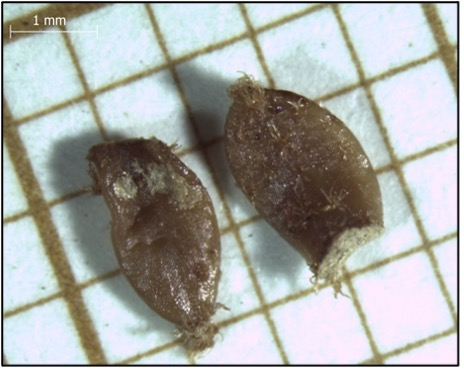
Spécimen MS01 observées au microscope Leica et grossissement 2.5 = sépales femelles

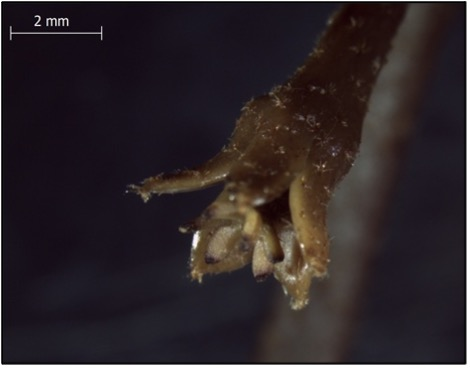
Spécimen MS01 observées au microscope Leica et grossissement 2.5 = fleur femelle

## Distribution géographique

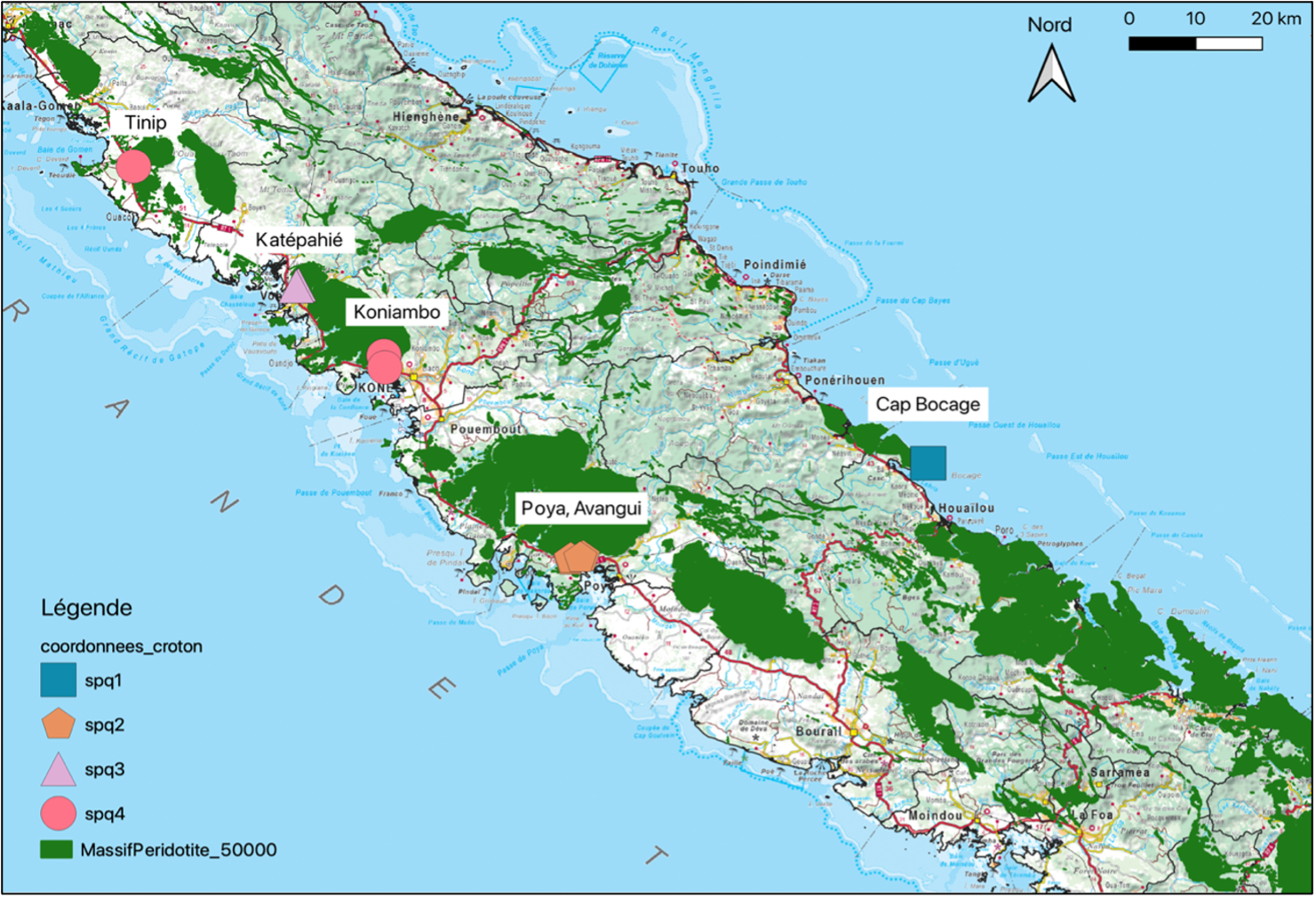
Carte de la répartition des morphotypes de Croton cordatulus en fonction de leur localité

Croton cordatulus se situe au nord-ouest de la Grande Terre. Sa distribution est particulièrement restreinte, ce qui contribue à sa vulnérabilité. Cette espèce est présente dans 3 sous-populations distinctes : Katépahié, Avangui et Koniambo. Ces localisations se situent principalement sur la côte ouest de l’île, entre les communes de Poya et Voh.
Cette distribution limitée est caractéristique de nombreuses espèces endémiques de Nouvelle-Calédonie, un territoire reconnu pour sa biodiversité exceptionnelle et son taux élevé d’endémisme. La présence de C. cordatulus dans ces zones spécifiques est liée à des conditions écologiques particulières, notamment la présence de substrats ultramafiques, typiques de certaines régions de Nouvelle-Calédonie.

## Habitat
Il est possible de trouver le Croton cordatulus au pied des massifs de péridotite de la côte ouest, dans deux types d'environnements : dans le sous-bois de la forêt humide et les maquis miniers.

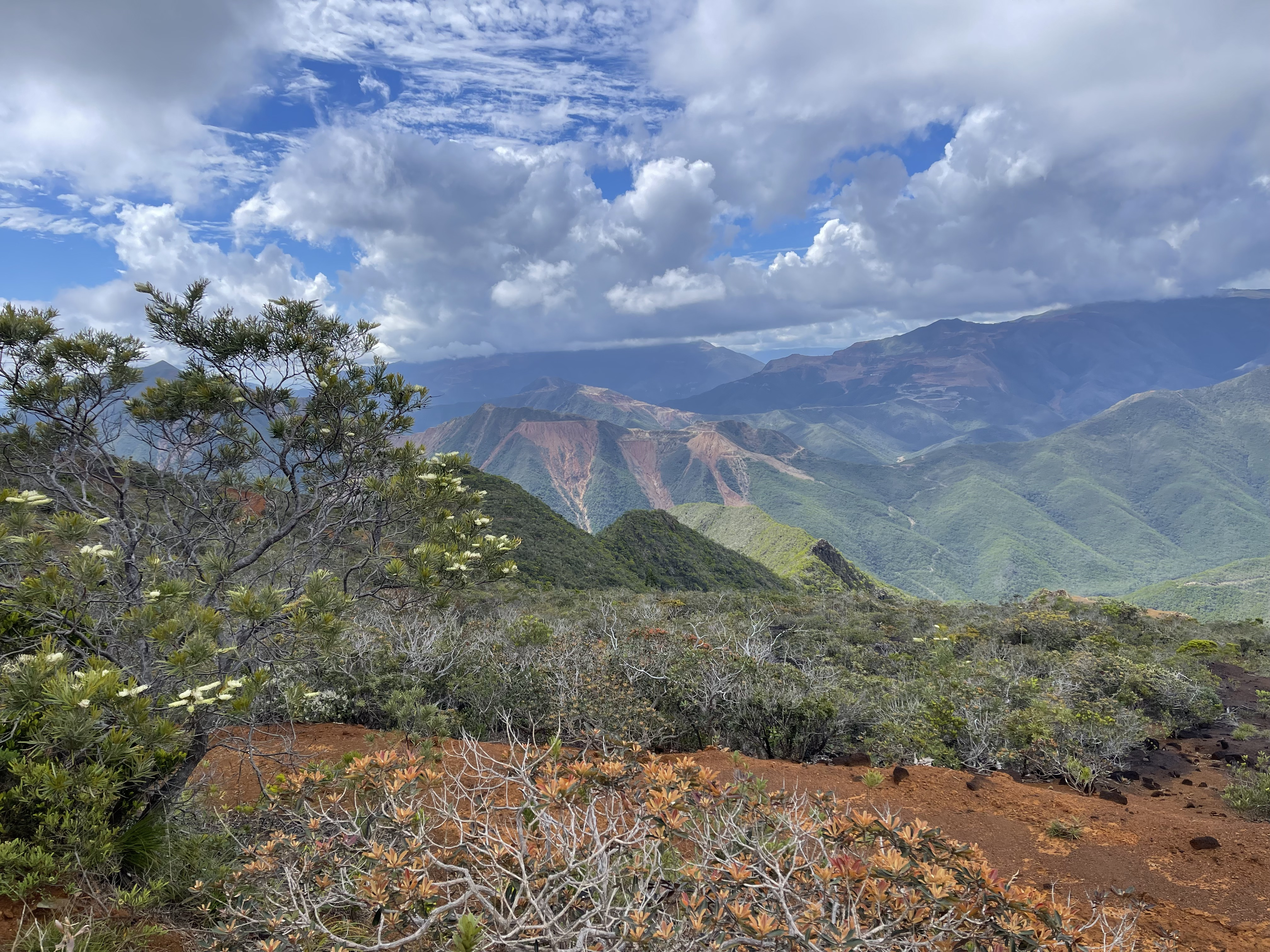
Photo de massif péridotitique du nord de la Nouvelle-Calédonie

Ces habitats se caractérisent par leur substrat ultramafique. Il s’agit d’un type de sol riche en métaux lourds et pauvre en nutriments essentiels, typique de certaines régions de Nouvelle-Calédonie. Au cours du Paléogène, la croute continentale où se trouve la Nouvelle-Calédonie fut recouverte par la croute océanique. Ce phénomène d'obduction a eu comme conséquence le recouvrement de la surface de la Grande Terre par des roches mantelliques péridotitiques. Le substrat ultramafique résulte ainsi de l’érosion de ces roches, notamment riche en nickel qui est exploité par 25 mines à ciel ouvert. C. cordatulus se développe à des altitudes comprises entre 50 et 500 mètres au-dessus du niveau de la mer.
Le sol sur lequel pousse cette espèce est décrit comme plus ou moins profond. Cette adaptation aux sols ultramafiques est une caractéristique importante de nombreuses espèces endémiques de Nouvelle-Calédonie, reflétant leur évolution en réponse aux conditions géologiques uniques de l’île.

## Menaces
Le Croton cordatulus possède le statut d’espèce protégée en Province Nord. Les principales menaces connues pesant sur cette espèce sont les activités minières (site minié de Koniambo) ainsi que les feux de brousses.
D’après la DIMENC (Direction de l’Industrie, des Mines et l’Énergie de la Nouvelle-Calédonie), ainsi que l’ISEE (Institut de la Statistique et des Études Économique) , l’activité minière présente une augmentation dans sa production depuis 2008 ce qui renforce et appui dans l’avenir, sa menace sur l’habitat des C. cordatulus. Les feux de brousses, particulièrement fréquents durant la saison sèche, et qui détruisent en moyenne 20 000 hectares par an. De plus l’étendue de l’occurrence du C. cordatulus est estimée à 1 514 km2, et sa zone d’occupation à seulement 16 km2. Ces chiffres soulignent la distribution extrêmement limitée de l’espèce, ce qui la rend particulièrement vulnérable aux menaces localisées.
Pour cela, le Croton cordatulus est actuellement considéré comme EN (en danger) d’après la liste rouge de l'UICN. Plus précisément, C. cordatulus est classé EN B1+2c, ce qui indique une aire de répartition géographique restreinte et un déclin continu observé, inféré ou projeté de la qualité de l’habitat. Par conséquent, les espèces du complexe Croton cordatulus seront considérées comme des espèces encore plus menacées. Le fait d’avoir diviser ce complexe en découvrant une nouvelle espèces, réduit aussi le nombre de population différentes aussi que leur habitat. Ainsi, ces espèces seront dites « micro-endémiques » et la moindre menace pesant sur leur unique localité pourra représenter un danger menant à leur extinction. La conservation de cette espèce est importante, non seulement pour l’espèce elle-même, mais également pour maintenir l’intégrité écologique des écosystèmes dont elle fait partie.

## Efforts de conservation
La protection de Croton cordatulus fait l’objet de plusieurs mesures de conservation actuelles et proposées. Ces efforts visent à assurer la survie à long terme de cette espèce menacée.
Protection légale : L’une des principales mesures en place est la protection légale de C. cordatulus. L’espèce bénéficie d’une protection inscrite dans les codes de l’environnement des provinces Nord et Sud de Nouvelle-Calédonie. Cette reconnaissance juridique est une base importante pour les efforts de conservation, en fournissant un cadre légal pour la protection de l’espèce et de son habitat.
Préservation de l’habitat : Concernant le C. barrabeae, un effort particulier est concentré sur la zone de Cap Bocage, où des actions sont envisagées pour maintenir des populations viables de l’espèce. Cette approche de conservation in situ permet d’assurer la survie de l’espèce dans son environnement naturel et préserver les interactions écologiques essentielles.
Élargissement des connaissances : De plus pour améliorer la compréhension de la distribution géographique de C. cordatulus, des prospections supplémentaires sont recommandées, notamment dans les zones de Kouaoua et Thio. Ces recherches pourraient révéler de nouvelles populations de l’espèce, élargissant ainsi notre connaissance de sa répartition et potentiellement identifiant des zones supplémentaires nécessitant des mesures de protection.
Ces efforts combinés de protection légale, de préservation de l’habitat et d’amélioration des connaissances forment une approche multidimensionnelle pour la conservation de C. cordatulus. Cependant, la mise en œuvre concrète de ces mesures et leur succès à long terme dépendront de la collaboration continue entre les autorités locales, les scientifiques et les communautés concernées. Cependant, il est important de noter qu’actuellement, aucune population biologiquement viable de Croton cordatulus ne se trouve dans une aire protégée établie. Ce qui souligne l’urgence de mettre en place des mesures de conservation plus robustes.

## Référence & Bibliographie
1. 1 2  International Union for Conservation of Nature (IUCN), « The IUCN Red List of threatened species »
2. ↑  Gâteblé, G., Barrabé, L., McPherson, G., Munzinger, J., Snow, N., Swenson, U., One new endemic plant species on average per month in New Caledonia, including eight more new species from Île Art (Belep Islands), a major micro-hotspot in need of protection., Australia, Australian Systematic Botany, 2018
3. 1 2 3 4  (en) Bruy, D., Lannuzel, G., Gâteblé, G., Munzinguer, J., « Three new species threatened by mining activity in New Caledonia. », Phytotaxa 578,‎ 2023 (lire en ligne)
4. 1 2  Paul I. Forster, « A taxonomie revision of Croton L. (Euphorbiaceae) in Australia », Austrobaileya, vol. 6, no 3,‎ 2003, p. 349–436 (ISSN 0155-4131, lire en ligne, consulté le 2 décembre 2024)
5. 1 2  Bruy, D., Barrabé, L., Birnbaum, P., Dagostini, G., Donnat, M., Fambart-Tine, J., Girardi, J., Hequet, V., Isnard, S., Jaffré, T., Munzinger, J., Nigote, W., Pillon, Y., Rigault, F., Vandrot, H., Veillon, JM. & Zais, R., « L’Herbier de Nouvelle-Calédonie », 2021
6. ↑  Morat, P., Jaffré, T., Tronchet, F., Munzinger, J., Pillon, Y., Veillon, J-M., Chalopin, M., Le référentiel taxonomique Florical et les caractéristiques de la flore vasculaire indigène de la Nouvelle-Calédonie, ADANSONIA 34 (2), 2012, p. 179-221
7. 1 2  L’Huillier, L., Jaffré, T., Wulff, A., Mines et Environnement en Nouvelle-Calédonie : Les milieux sur substrats ultramafiques et leur restauration, Nouvelle-Calédonie, Éditions IAC Nouméa, 2010
8. ↑  « ISEE - Secteur du nickel », sur www.isee.nc (consulté le 2 décembre 2024)
9. ↑  « Direction de l’Industrie, des Mines et l’Énergie de la Nouvelle-Calédonie »
10. ↑  Lannuzel, G., Pouget, L., Bruy, D., Hequet, V., Meyer, S., Munzinger, J. & Gâteblé, G., « Mining rare Earth elements: Identifying the plant species most threatened by ore extraction in an insular hotspot. », Frontiers in Ecology and Evolution,‎ 2022 (lire en ligne)